# Wolongia guoi
Wolongia guoi är en spindelart som beskrevs av Zhu, Kim och Song 1997. Wolongia guoi ingår i släktet Wolongia och familjen käkspindlar. Inga underarter finns listade i Catalogue of Life.